# Геоморфологічні карти
Карти геоморфологічні (рос. карты геоморфологические, англ. geomorphic maps, geomorphological maps, нім. geomorphologische Karten f pl) — карти, які відображають загальний вигляд, походження, вік та історію розвитку рельєфу.

## Загальний опис
Розрізняють загальні геоморфологічні карти широкого (комплексного) змісту і приватні, такі, що складаються за окремими ознаками рельєфу (морфометричними, структурно-геоморфологічними тощо). Крім того, розрізняють спеціальні карти, призначені для вирішення спеціальних наукових або народногосподарських завдань (наприклад, при пошуках родовищ певних видів корисних копалин, при дорожньому або гідротехнічному будівництві тощо). Для характеристики рельєфу дна океанів та Морея складають геоморфологічні карти підводного рельєфу, які також поділяються на загальні, приватні та спеціальні. Ці карти у зв'язку з майже невивченими підводним рельєфом та процесів, що формують його, зазвичай мають дрібний масштаб та меншу детальність.
Морфологія, динаміка і походження рельєфу берегової зони знаходять відображення на морфологічних картах берегів. За ступенем узагальнення і способом відображення геоморфологічних показників геоморфологічні карти поділяються на синтетичні та аналітичні. На синтетичних картах виділяють природні морфологічні комплекси, або морфогенетичні типи рельєфу. На аналітичних картах виділяють елементи рельєфу або елементарні поверхні, однорідні за своїм походженням і віком. На основі геоморфологічної карти складають карти геоморфологічного районування з послідовним діленням території на геоморфологічні країни, провінції, області і райони.